# Свети Димитър (Кривогащани)
Вижте пояснителната страница за други значения на Свети Димитър.
„Свети Димитър“ (на македонска литературна норма: „Свети Димитар“) е възрожденска православна църква в прилепското село Кривогащани, Северна Македония. Църквата е под управлението на Преспанско-Пелагонийската епархия на Македонска православна църква.
Църквата е изградена в 1912 година. В архитектурно отношение е трикорабна сграда, с женска църква и с полукръгла апсида на източната страна, разчленена с три слепи ниши.